# Melasma melampyroides
Melasma melampyroides är en snyltrotsväxtart som först beskrevs av L.C. Rich., och fick sitt nu gällande namn av Leigh Humboldt Pennington, Nathaniel Lord Britton och Wilson. Melasma melampyroides ingår i släktet Melasma och familjen snyltrotsväxter. Inga underarter finns listade i Catalogue of Life.